# Sverdlov
Iákov Mikháilovitch Sverdlov (em russo:  Яков Михайлович Свердлов; Níjni Novgorod, 3 de junho de 1885 — Oriol, 16 de março de 1919), o seu nome originário era Iankel Movchevitch Sverdlov (em russo:  Янкель Мовшевич Свердлов); conhecido pelos pseudónimos de "Malish" ("o menino"), "Andrei", "Mikhalych", "Maks", "Smirnov" e "Permiakov"; foi um político revolucionário, líder do Partido Bolchevique e alto funcionário da República Socialista Federativa Soviética da Rússia (RSFSR), como Chefe de Estado da RSFSR de 21 de novembro de 1917 a 16 de março de 1919.
Filho de um artesão gravador judeu da pequena burguesia de Polts, filiou-se ao Partido Operário Social-Democrata da Rússia em 1902 e, logo a seguir, à sua fracção bolchevique, ao lado de Vladimir Lenine. Activo protagonista da Revolução de 1905 (que ficou conhecida como o "Ensaio Geral"), destacou pelo seu labor de orador e agitador. Junto a Lenine, foi um dos principais protagonistas da Revolução de Outubro.

## A infância

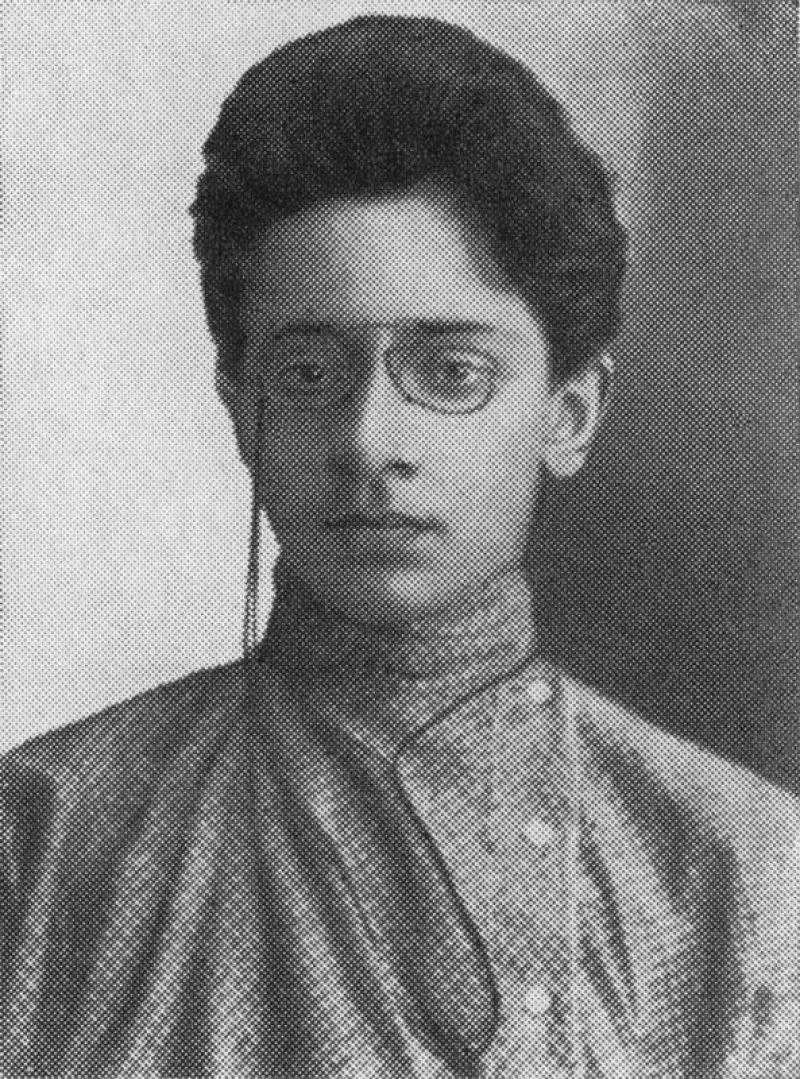
Yakov Sverdlov aos 19 anos

Segundo a breve biografia escrita em 1924 pelo irmão para a Enciclopédia Granat, Iákov mostrou desde novo grande vivacidade e carácter activo, junto a um espírito curioso e aberto que costuamava pôr em dificuldade os adultos com as suas perguntas. Estudou no liceu de Nijni Novgorod desde 1896 e durante quatro anos, em que a situação familiar não deixou de piorar. Rebelde contra o espírito rotineiro da escolástica árida do instituto, começou a faltar às aulas e as suas notas e a sua conduta foram de mal a pior, abandonando a escola em 1900, com um diploma de ter frequentado durante cinco anos.
Porém, a sua actividade intelectual não se deteve. Grande leitor, crítico inconformista do sistema social, a literatura clandestina foi também devorada pelo seu inquieto espírito auto-formativo.

## Activismo político revolucionário

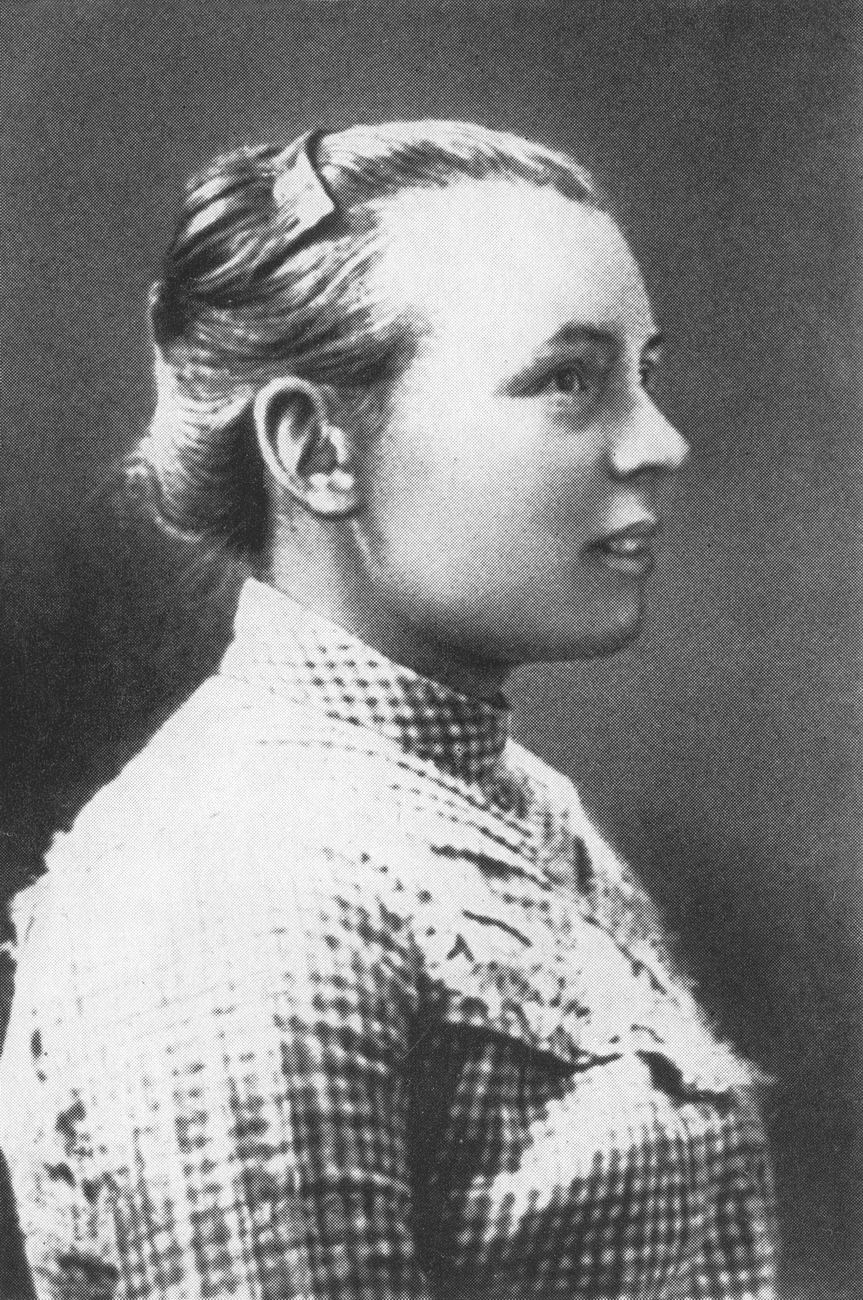
Klavdia Novgorodtseva, esposa de Sverdlov, presa com ele em 1906, acompanhou-lhe em seu exílio em 1911

Já nos tempos do liceu, Iákov assumiu um sentimento revolucionário através das actividades do irmão mais velho, Zinovi; de Dróbich-Drobichevsky, redactor do Diário de Níjni Novgorod (Nizhegoródskaya Gazeta), filho adoptivo de Gorki; e sobretudo de V. E. Lázarev, militante social-revolucionário mais tarde revelado como um provocador.
No entanto, foi só na sua etapa de aprendiz numa farmácia de Kanavine que entrou em contacto directo com a massa operária, numerosa no sector florestal. Sverdlov integrou-se nas suas actividades de formação e propaganda, utilizando as oficinas do pai para imprimir clandestinamente brochuras e documentos para as organizações ilegais socialistas. Na casa dos pais, eram alojados militantes de passagem, armazenavam-se documentos e até armas, sendo conhecida como "A República Suíça" (Chveitsárkaia Respúblika) pelo seu papel em apoio aos círculos revolucionários clandestinos de Níjni Novgorod.
Em 1901, com só 16 anos, era um destacado militante na organização do POSDR na referida cidade, no seio do movimento operário. No ano seguinte foi detido pela primeira vez após ter participado nas exéquias do estudante Riúrikov, rebentadas por uma violenta intervenção policial. Preso durante 14 dias, à saída deparou com problemas para arranjar um emprego e resolveu ir para Saratov, onde morava a irmã mais velha. Mas a perseguição policial continuou. Regressou a Níjni Novgorod e entregou-se por completo ao trabalho clandestino na fábrica de Sóromovo, na reorganização das fileiras do POSDR.

## O papel de Sverdlov a partir da cisão no POSDR

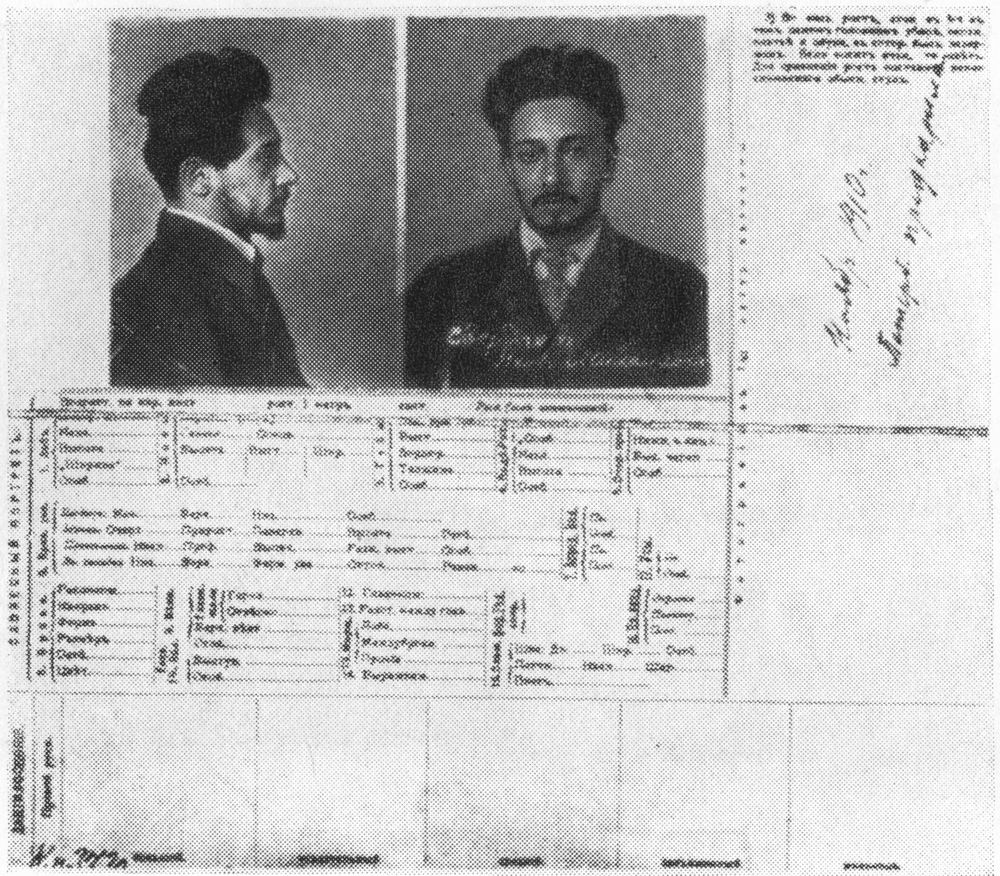
Cadastro policial de 1910

A cisão que se seguiu ao II Congresso do partido, em 1903, colocou o jovem Sverdlov do lado bolchevique, dedicando-se à organização da facção na cidade, graças à influência de que já gozava junto das massas operárias, bem como à confiança entre os camaradas mais antigos: Rikov, Semachko, Vladímirsky e outros. Sverdlov é já reconhecido pelas qualidades como organizador e homem de partido.
Durante os anos seguintes trabalhou na constituição e fortalecimento de comités como o de Kostromá, Kazã, Ekaterinburg e Perm. O "Camarada Andrei" é um dirigente referencial dos bolcheviques até a sua detenção em 1906 em Perm, ficando preso até 1909, e completando em prisão a sua sólida formação teórica.
Em Moscovo continua o seu labor de organizador do partido, após as vagas repressivas que dizimaram as fileiras bolcheviques. É novamente detido e exilado em Narim durante três anos. Foge e em Janeiro de 1910 está de novo em Moscovo, no centro da luta e em defesa das posições de Lenine no seio partido. Novamente detido no mês de Novembro, fica preso até Maio do ano seguinte, sendo enviado novamente para Narim durante quatro anos. Conseguiu finalmente evadir-se e em 1912 incorporou-se ao Comité Central do partido em São Petersburgo, apoiando a actuação dos deputados bolcheviques na IV Duma e trabalhando na consolidação da nova linha do Pravda, até esse momento, e sob direcção de Staline, Molotov e Raskolnikov, condescendente com a facção menchevique.
Em 1913 é novamente feito preso e enviado à Sibéria, na região de Turujansk, onde manteve correspondência com os camaradas que estavam livres.

## Sverdlov na Revolução de Outubro

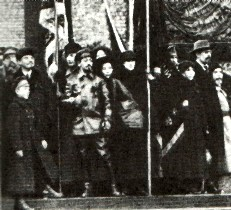
Sverdlov e Lenine nas comemorações do primeiro aniversário da Revolução

Transcorridos os anos da guerra no exílio forçado, em Fevereiro de 1917 chegam notícias das primeiras faiscas revolucionárias. Sverdlov tenta desesperadamente aderir à luta. Foge a cavalo durante mais de 2.000 quilómetros seguindo o rio Ienissei, até chegar a Krasnoiarsk, e daí para São Petersburgo.
Participa na Conferência de Abril de 1917 em Petrogrado, sendo reeleito em Julho membro do Comité Central e ficando responsabilizado por um trabalho fundamental: a concentração das forças bolcheviques no objectivo concreto de levar a termo o processo revolucionário em curso.
No mesmo mês de Julho, há uma vaga de detenções de dirigentes bolcheviques e Sverdlov consagra-se como o primeiro grande organizador do partido, de grande intuição na hora de lidar com os problemas internos e sem nenhum afã de protagonismo ou poder. Com Lenine na clandestinidade, Sverdlov é a cabeça visível do partido, dirigindo desde Agosto o burô de organização do Comité Central, presidindo as reuniões desse organismo.
A continuação, será eleito presidente do Comité Executivo Central dos sovietes de operários e camponeses, em cujo cargo participa directamente na elaboração dos principais decretos revolucionários. Sob a sua direcção, o governo revolucionário deu os primeiros passos, dirigindo seis congressos como presidente permanente nos anos mais duros da construção da República Soviética e como cabeça orgânica do partido bolchevique.
Apoiou sem hesitar as posições de Lenine nos debates mais decisivos para a vitória revolucionária, quando a maior parte do Comité Central considerava que o triunfo não era possível e propunha esperar.
Na insurreição de Outubro, Sverdlov exerceu de ligação entre o aparelho do partido e o Comité Militar Revolucionário de que ele próprio fazia parte.

## 1917-1919: da vitória à morte do "organizador de talento excepcional"

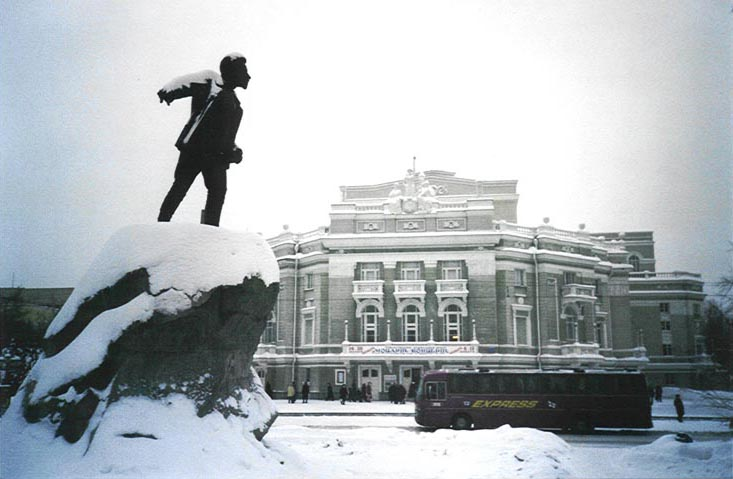
Monumento a Sverdlov em Ecaterimburgo, que entre 1924 e 1991 ficou conhecida como Sverdlovsk

Não entrou no primeiro governo revolucionário após a conquista do poder em Outubro, continuando dedicado a tarefas de organização interna do partido, como presidente do Secretariado do Comité Central, e assumindo a presidência do Comité Executivo Central dos Sovietes em lugar do demitido Kamenev.
Faleceu com só 34 anos, a causa de uma febre tifóide, que apanhou numa viagem à Ucrânia prévia ao XI Congresso. Mereceu as palavras de lembrança de Vladímir Lenine num acto de homenagem:
"Se tivemos a sorte de aturar durante mais de um ano as cargas que pesam sobre o círculo estreito dos revolucionários convictos; se os grupos no poder puderam tão firme e unanimemente resolver questões mais difíceis, isto fica a dever-se, apenas, à presença junto deles de um organizador de talento tão excepcional como o de Sverdlov. Ele sozinho obteve um conhecimento pessoal surpreendente dos dirigentes do movimento proletário; ele sozinho, durante os seus longos anos de luta, soube cultivar o seu senso da prática, o seu talento de organizador e essa autoridade peremptória graças à qual pôde levar a termo, também ele sozinho, a obra tão importante do Comité Executivo Central dos sovietes, tarefa que teria ficado, sem dúvida, por cima das forças de um grupo. (...) Um homem tal não poderá nunca ser substituído, se por substituir tomarmos encontrar um camarada que reúna tais qualidades. O trabalho que realizava só deverá ser confiado, doravante, às mãos de um grupo que, a seguir as suas pegadas, continue a obra dele".

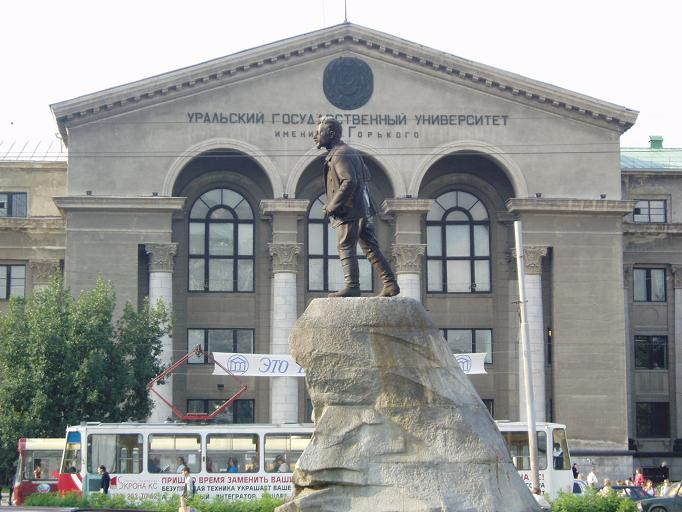
Imagem do mesmo monumento a Iákov Sverdlov com outra perspectiva

Sverdlov era, com efeito, respeitado por todos os sectores do partido, considerado honesto e dedicado à causa colectiva, de grande autoridade moral e respeitoso com as correntes e sensibilidades internas existentes no partido bolchevique. Com grande capacidade de trabalho, carácter enérgico, resoluto e dúctil a um tempo, há quem julgue que, com ele à frente do aparelho, as coisas teriam sido diferentes nos conflitos que se abriram a partir de 1923.
Foi enterrado aos pés do muro do Kremlin de Moscovo.
Em homenagem a ele, é batizado o Oblast de Sverdlovsk. Também a cidade de Ecaterimburgo mudou o seu nome pelo de Sverdlovsk, em 1924. No entanto, em 1991 e por iniciativa de Boris Ieltsin, a cidade recuperou o seu antigo nome.